# Euonymopsis obcuneata
Euonymopsis obcuneata är en benvedsväxtart som först beskrevs av Henri Perrier de la Bâthie, och fick sitt nu gällande namn av Henri Perrier de la Bâthie. Euonymopsis obcuneata ingår i släktet Euonymopsis och familjen Celastraceae. Inga underarter finns listade.